# NGC 5464
NGC 5464 é uma galáxia espiral barrada (SBm) localizada na direcção da constelação de Hydra. Possui uma declinação de -30° 01' 02" e uma ascensão recta de 14 horas, 07 minutos e 04,1 segundos.
A galáxia NGC 5464 foi descoberta em 30 de Março de 1835 por John Herschel.